# Levi (Vorname)
Levi ist ein männlicher Vorname.

## Herkunft und Bedeutung
Der Name geht auf den biblischen Stammvater Levi zurück, den dritten Sohn von Jakob und Lea. Die Bedeutung des Namens wird in der Bibel (von Lea selbst) auf das hier im imperfektiven Nifal stehende Verb hebräisch לוה lwh „sich an jemanden anschließen“, „jemandem anhangen“ zurückgeführt:

„Da sagte sie: Jetzt endlich wird sich mein Mann mir anschließen (יִלָּוֶה jillāwæh), denn ich habe ihm drei Söhne geboren. Darum gab sie ihm den Namen Levi - Anhänglicher -.“

Bei dieser Deutung von der Wurzel לוה lwh – auch interpretiert als „Anhänger JHWHs“ – handelt es sich nach Kellermann vermutlich um ein Wortspiel und nicht um eine Deutung des Namens. Die tatsächliche etymologische Bedeutung bleibt umstritten.

## Verbreitung

### International
Besonders beliebt ist der Name Levi derzeit in den Niederlanden, er wird dort seit 1930 jährlich vergeben. Seit Anfang der 1990er Jahre befindet sich der Name in einem stetigen Aufwärtstrend. Er hat sich unter den beliebtesten Jungennamen etabliert und gehört seit 2002 dauerhaft zu den Top-100 und seit 2006 zu den Top-50. Von 1930 bis 2023 wurde der Name circa 13.800 Mal vergeben. Im Jahr 2024 belegte er in den Statistiken den 8. Rang.
Der Name befindet sich in Belgien seit 2010 fast jährlich in den Top-200. Zwischen 2020 und 2022 pendelte er um Rang 110. In Frankreich kommt Levi seit Mitte der 1970er Jahre jährlich in den Hitlisten vor, er ist aber nur mäßig beliebt. Die beste Platzierung erzielte er im Jahr 1906 mit Rang 489. Levi ist in Norwegen und Schweden seit dem Jahr 2005 ein immer populärer werdender Vorname. Die beste Platzierung erzielte er in Norwegen im Jahr 2019 mit Rang 65. Auch in Dänemark wird der Name beliebter, jedoch nicht im Umfang wie bei den beiden anderen nordischen Ländern.
In England und Wales liegt der Name seit 1996 stets in den Top-200. Seit 2019 steigt seine Popularität leicht an. In Nordirland ist der Name seit 2020 in den Top-100, im Jahr 2023 belegte er Rang 63. In Schottland kommt der Name seit 1974 fast jedes Jahr in den Hitlisten vor, seit 2010 steigt seine Popularität leicht an. Der Name wurde in Irland seit 1964 jedes Jahr bei der Namenswahl berücksichtigt, jedoch in einem eher geringen Umfang. Seit einigen Jahren steigt seine Beliebtheit. Die Vergabe ist auch in Liechtenstein und Polen nachgewiesen.
In den USA sank die Popularität des ehemals beliebten Namens vom ausgehenden 19. Jahrhundert bis in die 1960er Jahre, bevor der Name wieder häufiger vergeben wurde. Im Jahr 2021 stand Levi auf Rang 12 der beliebtesten Jungennamen in den USA.
Die Beliebtheit des Namens stieg in Australien in den späten 2000er Jahren rapide an. Im Jahr 2020 lag Levi auf Rang 14 in den Hitlisten. Auch in Neuseeland (Rang 24, Stand 2021) und Kanada (Rang 24, Stand 2019) ist der Name sehr beliebt.
In Israel stand der Name im Jahr 2019 auf dem letzten Rang der Top 100.

### Deutscher Sprachraum
In Deutschland wurde der Name Levi lange Zeit kaum verwendet. Seit 2010 gehört er zu den 100 beliebtesten Jungennamen und wird immer häufiger vergeben. Im Jahr 2021 belegte der Name Rang 22 in der Vornamensstatistik.
Der Name war in den „Richtlinien über die Führung von Vornamen“, aus denen zur Zeit des dritten Reiches jüdische Bürger gemäß § 1 der „Zweiten Verordnung zur Durchführung des Gesetzes über die Änderung von Familiennamen und Vornamen“ vom 17. August 1938 die Vornamen wählen mussten, als jüdischer Name aufgeführt.
In Österreich kommt der Name seit 1993 in der Namensgebung vor, seit der Jahrtausendwende wird er immer beliebter. Im Jahr 2023 belegte er Rang 38. Von 1984 bis 2023 wurde der Name rund 1.700 Mal gewählt. Levi kommt in der Schweiz seit 1957 in der Namensgebung vor, bis Mitte der 1990er Jahre wurde der Name eher sporadisch vergeben. Danach stieg seine Popularität, er gehört seit 2012 zu den 100 beliebtesten Jungennamen. Im Jahr 2023 belegte der Name Rang 21. In den letzten 10 Jahren wurde er rund 1.500 Mal bei der Namenswahl berücksichtigt.

## Varianten
- Altgriechisch: Λευι Leui
- englisch: Levy[25]
- Finnisch: Leevi
- Hebräisch: לֵוִי lēwî, Levy
- Isländisch: Leví
- Spanisch: Leví
- Ungarisch: Lévi

## Namensträger

### Levi
- Levi Barber (1777–1833), US-amerikanischer Politiker
- Levi Jizchak von Berditschew (1740–1810), chassidischer Rabbiner und Zaddik (Rechtschaffener)
- Levi Carneiro (1882–1971), brasilianischer Jurist und Schriftsteller
- Levi Coffin (1798–1877), US-amerikanischer Quäker, Abolitionist und Geschäftsmann
- Levi Eschkol (1895–1969), israelischer Politiker
- Levi ben Gershon (1288–1344), Mathematiker, Philosoph, Astronom und Talmud-Gelehrter
- Levi Herzfeld (1810–1884), deutscher Rabbiner
- Levi Leipheimer (* 1973), US-amerikanischer Radrennfahrer
- Levi Lincoln (1749–1820), US-amerikanischer Jurist und Politiker
- Levi Lincoln junior (1782–1868), US-amerikanischer Politiker
- Levi P. Morton (1824–1920), US-amerikanischer Politiker
- Levi Nelson (* 1988), kanadischer Eishockeyspieler
- Levi Strauss (1829–1902), deutsch-US-amerikanischer Schneider, Erfinder der Jeans
- Levi Stubbs (1936–2008), US-amerikanischer Sänger
- Levi Woodbury (1789–1851), US-amerikanischer Jurist und Politiker

### Levy
- Levy Mwanawasa (1948–2008), sambischer Jurist und von 2002 bis zu seinem Tod Staatspräsident seines Landes
- Levy Rosenblatt (1888–1944), deutscher jüdischer Lehrer und Erzieher, † im KZ Auschwitz
- Levy Rozman (* 1995), US-amerikanischer Schachspieler

### Leevi
- Leevi Madetoja (1887–1947), finnischer Komponist
- Leevi Mutru (* 1995), finnischer Nordischer Kombinierer